# Doc Savage, l'uomo di bronzo
Doc Savage, l'uomo di bronzo (Doc Savage: The Man of Bronze) è un film del 1975 diretto da Michael Anderson.
Il film vede protagonista l'attore Ron Ely nei panni del personaggio Doc Savage.

## Premi
Nel 1976 il film ha vinto il Saturn Award per il miglior film fantasy.